# Dysdera scabricula
Dysdera scabricula este o specie de păianjeni din genul Dysdera, familia Dysderidae, descrisă de Simon în anul 1882. Conform Catalogue of Life specia Dysdera scabricula nu are subspecii cunoscute.